# نيكولسكوي
نيكولسكوي (بالروسية: Никольское) هي إحدى مدن روسيا في الكيان الفدرالي الروسي لينينغراد أوبلاست.